# Provinzialrat (Rheinhessen)
Der Provinzialrat in der Provinz Rheinhessen des Großherzogtums Hessen war ein Instrument der Mitwirkung von Untertanen an staatlichen Aufgaben in diesem Bereich.

## Ausgangslage
Im Gegensatz zu den beiden anderen Provinzen war Rheinhessen erst 1816 zum Großherzogtum gekommen und bis 1814 für mehr als zwei Jahrzehnte Teil Frankreichs gewesen. Rheinhessen gehörte in dieser französischen Zeit zum Département du Mont-Tonnerre (Donnersberg), in dem ein Départementsrat als Volksvertretung bestand.
Bei der Übernahme von Rheinhessen erklärte Großherzog Ludewig I. in seiner Proklamation zur Besitzergreifung:

„Nur besondere Rücksichten des allgemeinen Besten werden uns zu Änderungen bestehender und durch Erfahrung erprobter Einrichtungen bewegen […] Das wahrhaft Gute, was Aufklärung und Zeitverhältnisse herbeigeführt, wird ferner bestehen (Hoffmann, S. 21).“

## Zustandekommen
Im Zuge der Konsolidierung der Verwaltung ab 1816 wurde deshalb 1818 auch ein dem Départementsrat entsprechendes Gremium geschaffen und als „Provinzialrat“ bezeichnet. Da der Großherzog in den von ihm damals regierten Gebieten 1806 die Landstände per Dekret abgeschafft hatte, war der Provinzialrat in Rheinhessen zwischen 1818 und 1820 das einzige – wenn auch regional begrenzte – parlamentarische Organ im ganzen Großherzogtum.
Die Wahl zum Provinzialrat war die erste Wahl, die im Großherzogtum Hessen überhaupt stattfand. Sie erfolgte mehrstufig in indirekter Wahl:
1. Auf Gemeindeebene versammelten sich am 25. August 1818 die Wahlberechtigten[Anm. 2] als Urwähler und wählten Vertreter für die Kantonal-Wahlversammlung.[Anm. 3] Das geschah unter dem Vorsitz des jeweiligen Bürgermeisters. Mainz wurde – aufgrund der Größe der Stadt – in drei Kommunal-Wahlversammlungen aufgeteilt. Die Anzahl der jeweils zu Wählenden war nach Größe der Gemeinde festgelegt und gestaffelt.[4]
2. Die Wahlversammlungen der Kantone traten am 10. September 1818 zusammen. Deren Präsidenten wurden von der Regierung ernannt. Den Kantonal-Wahlversammlungen wurde eine Liste der 300 höchst Besteuerten der Provinz vorgelegt, aus der sie eine – nach Einwohnerzahl des Kantons – festgelegte Zahl von Wahlmännern bestimmten, insgesamt waren es 75 für die gesamte Provinz. Diese bildeten die Provinzial-Wahlversammlung.[5]
3. Zum Vorsitzenden der Provinzial-Wahlversammlung bestimmte die Regierung den damaligen Chef der Verwaltung der Provinz Rheinhessen, Freiherr Ludwig Christian Christoph von Lichtenberg. Die Wahlmänner traten am 19. September 1818 zusammen und bestimmten aus der Liste der 300 Höchstbesteuerten der Provinz 32 Kandidaten für den Provinzialrat.[6]
4. Aus diesen 32 Männern wählte Großherzog Ludewig I. 16 aus und ernannte sie zu Mitgliedern des Provinzialrates.[7]

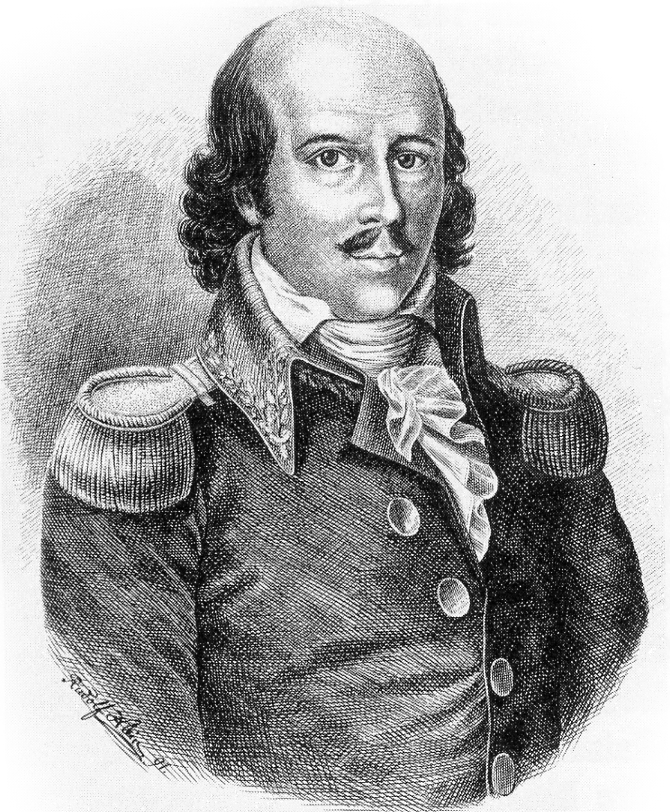
Rudolf Eickemeyer

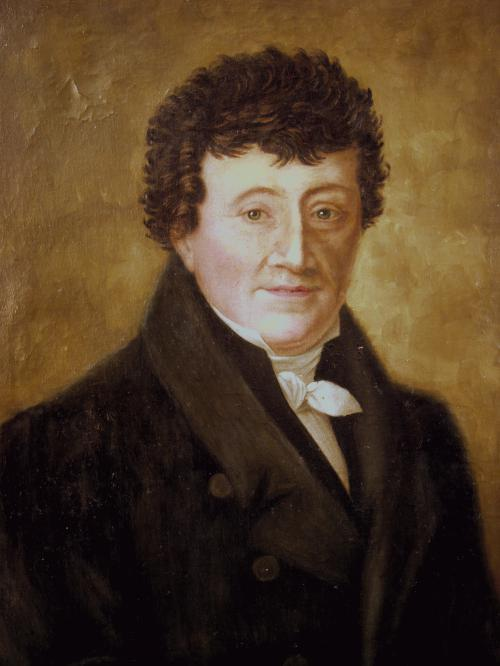
Peter Joseph Valckenberg

Die Zusammensetzung des Provinzialrates entsprach dem Auswahlverfahren. Mitglieder waren:
- Der Oberbürgermeister von Bingen
- Der Oberbürgermeister von Pfeddersheim
- Peter Joseph Valckenberg, Oberbürgermeister von Worms
- Der Bürgermeister von Badenheim
- Josef Brunck, Bürgermeister von Fürfeld
- Der Bürgermeister von Gabsheim
- Rudolf Eickemeyer, Bürgermeister von Gau-Algesheim
- Der Bürgermeister von Gimbsheim
- Ein Gutsbesitzer aus Alzey
- Ein Gutsbesitzer aus Bodenheim
- Ein Gutsbesitzer aus Nieder-Olm
- Johannes Neeb, Gutsbesitzer aus Nieder-Saulheim[Anm. 4]
- Ein Stadtrat aus Mainz
- Ein Rechtsanwalt aus Mainz
- Heinrich von Mappes, Vizepräsident der Handelskammer Mainz
- Der Notar von Wöllstein

## Arbeit
Der Provinzialrat trat jährlich für etwa zwei Wochen zusammen, erstmals am 4. Oktober 1818, ein zweites Mal wohl 1819 und letztmals am 5. Januar 1820.
Zu seinen Aufgaben gehörte es, über die finanziellen Angelegenheiten der Provinz zu beraten und über Steuererhebungen zu entscheiden.

## Ende und Nachspiel
Der Provinzialrat wurde nie offiziell aufgelöst, sondern nach 1820 nicht mehr einberufen. Die Untertanen verloren das Interesse, weil 1820 die Dezember-Verfassung in Kraft trat, die mit den Landständen des Großherzogtums Hessen eine weit mächtigere Vertretung der Bürger gegenüber dem Großherzog schuf, als es der rheinhessische Provinzialrat je gewesen war.
Der Antrag des Mainzer Abgeordneten der Zweiten Kammer der Landstände des Großherzogtums Hessen, Franz Philipp Aull, vom 23. März 1847, in allen drei Provinzen Provinzialräte einzurichten, war nicht erfolgreich. In Folge der durch die Märzrevolution 1848 initiierten Verwaltungsreform wurden auf Ebene der Regierungsbezirke Bezirksräte als Volksvertretungen eingerichtet. Nach deren Auflösung wurden 1853 Bezirksräte auf Kreisebene eingerichtet. Sie wurden wieder in indirekter Wahl bestimmt und einige Sitze waren für die Wahl durch die Höchstbesteuerten reserviert. Zum 1. Januar 1861 wurden auch die 1848 abgeschafften Provinzen wieder eingerichtet, aber ohne ein parlamentarisches Begleitgremium. Dies wurde erst mit der Reform der Verwaltung der Kreise und Provinzen 1874 nachgeholt, als dort Provinzialtage installiert wurden.

## Wissenswert
In den beiden anderen Provinzen gab es keine dem Provinzialrat vergleichbaren Einrichtungen.